# Prosopocoilus lafertei moineri
Prosopocoilus lafertei moineri es una especie de coleóptero de la familia Lucanidae.

## Distribución geográfica
Habita en Malaita (Islas Salomón).